# حرائق الغابات التركية 2020
حرائق الغابات التركية 2020 هي سلسلة من حرائق الغابات التي اندلعت في عدة مناطق في جميع أنحاء تركيا طوال عام 2020. في الأشهر العشرة الأولى من العام تم تدمير ما مجموعه 16441 هكتارًا (40630 فدانًا) من الغابات في 2957 حريقًا مسجلاً. للمقارنة كانت الأرقام في العام السابق بأكمله 11332 هكتارًا (28000 فدان) من الأراضي الحرجية التي دمرتها 2668 حريقًا هائلًا. اعتبارًا من أغسطس 2021 لم يتم نشر أرقام بدء حرائق عام 2020 من قبل المديرية العامة للغابات.

## الجدول الزمني

### سبتمبر
اندلع حريق غابات جنوبيًا في جفينيز في منطقة ياتاغان في مقاطعة موغلا جنوب غرب تركيا في 29 سبتمبر. دمر الحريق 1 هكتار (2.5 فدان) من الغابات، 3 هكتارات (7.4 فدان) من الأراضي الزراعية، وبعض المنازل القديمة غير المستخدمة.

### أكتوبر
بدأ حريق غابات في حي ساريمازي في منطقة بيلين في مقاطعة هاتاي جنوب تركيا في 9 أكتوبر. في غضون يومين اشتعلت النيران في 400 هكتار (990 فدانًا) من الغابات. امتد الحريق إلى منطقتي إسكندرون وأرسوز مما أثر على العديد من المساكن والمصانع وحوالي 100 شخص. وبحسب تحقيق فإن الحريق نتج عن حريق متعمد قام به عزالدين إينان الملقب بـ «سيف الدين» وسوفار درويش المسلحين الأكراد في منطقة عفرين شمال غرب سوريا، واعتقل اثنان من المشتبه بهم بتهمة إحراق العمد.